# Morti nel 2013/Febbraio
| Questa pagina contiene informazioni ricavate automaticamente dalle voci biografiche con l'ausilio del template Bio e di un bot. L'aggiornamento è periodico e automatico e ricostruisce completamente la pagina. Se manca una persona in questa lista, sei pregato di non aggiungerla, ma accertati piuttosto che la sua voce biografica contenga il template Bio e che i dati anagrafici siano correttamente compilati. Se il template Bio manca, inseriscilo tu stesso o, in alternativa, metti l'avviso {{tmp\|Bio}} che ne segnala la mancanza. Se i dati riportati sono sbagliati, correggi direttamente la voce biografica; le modifiche saranno visibili in questa lista entro pochi giorni. Per chiarimenti vedi il progetto biografie. La lista contiene solo le 153 persone che sono citate nell'enciclopedia e per le quali è stato implementato correttamente il template Bio. Pagina aggiornata al 2 giu 2025. |

- 1º febbraio - Vladimir Engibarjan, pugile armeno (n. 1932)
- 1º febbraio - Samaldas Gandhi, politico indiano (n. 1903)
- 1º febbraio - Dido Guerrieri, allenatore di pallacanestro e giornalista italiano (n. 1931)
- 1º febbraio - Ed Koch, politico e avvocato statunitense (n. 1924)
- 1º febbraio - Robin Sachs, attore e doppiatore britannico (n. 1951)
- 1º febbraio - Mario Zelinotti, cantante italiano (n. 1942)
- 2 febbraio - John Kerr, attore statunitense (n. 1931)
- 2 febbraio - Chris Kyle, militare e imprenditore statunitense (n. 1974)
- 2 febbraio - Cathie Merchant, attrice statunitense (n. 1945)
- 3 febbraio - Jadin Bell, statunitense (n. 1997)
- 3 febbraio - B.H. Born, cestista statunitense (n. 1932)
- 3 febbraio - Cardiss Collins, politica statunitense (n. 1931)
- 3 febbraio - Luigi Falco, politico italiano (n. 1951)
- 3 febbraio - Aldo Ferrari, fotoreporter e fotografo italiano (n. 1924)
- 3 febbraio - Peter Gilmore, attore inglese (n. 1931)
- 3 febbraio - Danilo Kocjančič, cantante, chitarrista e compositore sloveno (n. 1949)
- 3 febbraio - Vincenzo Manca, pittore italiano (n. 1916)
- 3 febbraio - Árpád Miklós, attore pornografico ungherese (n. 1967)
- 3 febbraio - Zlatko Papec, allenatore di calcio e calciatore jugoslavo (n. 1934)
- 4 febbraio - Donald Byrd, trombettista statunitense (n. 1932)
- 4 febbraio - Beppe Devalle, pittore e disegnatore italiano (n. 1940)
- 5 febbraio - Stuart Freeborn, truccatore britannico (n. 1914)
- 5 febbraio - Reinaldo Gargano, politico uruguaiano (n. 1934)
- 5 febbraio - Gerry Hambling, montatore britannico (n. 1926)
- 6 febbraio - Chokri Belaid, politico e avvocato tunisino (n. 1964)
- 6 febbraio - Menachem Elon, giurista israeliano (n. 1923)
- 6 febbraio - Gudrun Genest, attrice e doppiatrice tedesca (n. 1914)
- 6 febbraio - Mo-Do, cantante e modello italiano (n. 1966)
- 6 febbraio - Douglas Joseph Warren, vescovo cattolico australiano (n. 1919)
- 7 febbraio - Vincenzo Carollo, politico italiano (n. 1920)
- 7 febbraio - Glyn Davies, calciatore e allenatore di calcio inglese (n. 1932)
- 7 febbraio - Howard Lassoff, cestista statunitense (n. 1955)
- 7 febbraio - Krsto Papić, sceneggiatore e regista croato (n. 1933)
- 7 febbraio - Elvi Svendsen, nuotatrice danese (n. 1920)
- 7 febbraio - Jürgen Untermann, filologo e epigrafista tedesco (n. 1928)
- 8 febbraio - Giovanni Cheli, cardinale e arcivescovo cattolico italiano (n. 1918)
- 8 febbraio - Lya De Barberiis, pianista italiana (n. 1919)
- 8 febbraio - James DePreist, direttore d'orchestra statunitense (n. 1936)
- 8 febbraio - Marjorie Housepian Dobkin, scrittrice e insegnante statunitense (n. 1922)
- 8 febbraio - Vincenzo Leggieri, politico e saggista italiano (n. 1924)
- 8 febbraio - Motsapi Moorosi, velocista lesothiano (n. 1945)
- 8 febbraio - Knut Nesbø, giornalista, chitarrista e calciatore norvegese (n. 1961)
- 8 febbraio - Renato Olivieri, scrittore e giornalista italiano (n. 1925)
- 8 febbraio - Antonio Puri Purini, diplomatico e saggista italiano (n. 1942)
- 8 febbraio - William Smith, nuotatore statunitense (n. 1924)
- 9 febbraio - Richard Artschwager, artista, pittore e scultore statunitense (n. 1923)
- 9 febbraio - Rune Erkers, cestista svedese (n. 1929)
- 9 febbraio - Keiko Fukuda, judoka giapponese (n. 1913)
- 9 febbraio - Leonardo Polo, filosofo e scrittore spagnolo (n. 1926)
- 10 febbraio - Frank Farrelly, psichiatra statunitense (n. 1931)
- 10 febbraio - Albert Mosséri, medico francese (n. 1925)
- 10 febbraio - János Sándor Petöfi, semiologo e linguista ungherese (n. 1931)
- 10 febbraio - Thierry Rupert, cestista francese (n. 1977)
- 11 febbraio - Villy Andresen, calciatore norvegese (n. 1925)
- 11 febbraio - Jim Boatwright, cestista e allenatore di pallacanestro statunitense (n. 1951)
- 11 febbraio - Oswaldo Brenes Álvarez, vescovo cattolico costaricano (n. 1942)
- 11 febbraio - Dante Clauser, presbitero italiano (n. 1923)
- 11 febbraio - Florindo D'Aimmo, politico italiano (n. 1928)
- 11 febbraio - Jack Eskridge, cestista e allenatore di pallacanestro statunitense (n. 1924)
- 11 febbraio - Kevin Gray, attore e cantante statunitense (n. 1958)
- 11 febbraio - Matt White, cestista statunitense (n. 1957)
- 11 febbraio - Alfred Zijai, calciatore albanese (n. 1961)
- 12 febbraio - Mafalda Codan, insegnante italiana (n. 1926)
- 12 febbraio - Christopher Dorner, poliziotto e criminale statunitense (n. 1979)
- 12 febbraio - Manfredo Manfredi, politico italiano (n. 1928)
- 12 febbraio - Luigi Poli, generale e politico italiano (n. 1923)
- 12 febbraio - Rita Ridley, mezzofondista britannica (n. 1946)
- 12 febbraio - Frank Seator, calciatore liberiano (n. 1975)
- 12 febbraio - Sattam bin 'Abd al-'Aziz Al Sa'ud, principe e politico saudita (n. 1941)
- 13 febbraio - Gabriele Basilico, fotografo italiano (n. 1944)
- 13 febbraio - Don Scott, pugile britannico (n. 1928)
- 13 febbraio - Angelo Trentin, calciatore italiano (n. 1925)
- 13 febbraio - Stefan Wigger, attore tedesco (n. 1932)
- 13 febbraio - Tibor Zsíros, cestista e allenatore di pallacanestro ungherese (n. 1930)
- 14 febbraio - Angelo Colla, calciatore italiano (n. 1931)
- 14 febbraio - Luis Cruzado, calciatore peruviano (n. 1941)
- 14 febbraio - Ronald Dworkin, filosofo e giurista statunitense (n. 1931)
- 14 febbraio - Francesca Gherardi, zoologa italiana (n. 1955)
- 14 febbraio - Emiliano Macchi, calciatore italiano (n. 1951)
- 14 febbraio - Zdeněk Zikán, calciatore cecoslovacco (n. 1937)
- 15 febbraio - Carmelo Imbriani, allenatore di calcio e calciatore italiano (n. 1976)
- 15 febbraio - Liselotte Landbeck, pattinatrice artistica su ghiaccio austriaca (n. 1916)
- 15 febbraio - Sauveur Rodriguez, calciatore francese (n. 1920)
- 16 febbraio - Eric Ericson, direttore d'orchestra svedese (n. 1918)
- 16 febbraio - Enio Girolami, attore italiano (n. 1935)
- 16 febbraio - Preben Jensen, calciatore danese (n. 1939)
- 16 febbraio - Grigorij Pomeranc, scrittore russo (n. 1918)
- 16 febbraio - Tony Sheridan, cantautore e chitarrista britannico (n. 1940)
- 17 febbraio - Richard Briers, attore britannico (n. 1934)
- 17 febbraio - Alessandro Fontana, storico italiano (n. 1939)
- 17 febbraio - Giuseppe Guarascio, politico italiano (n. 1928)
- 17 febbraio - Phil Henderson, cestista statunitense (n. 1968)
- 17 febbraio - Mario Alighiero Manacorda, pedagogista italiano (n. 1914)
- 17 febbraio - Mindy McCready, cantante statunitense (n. 1975)
- 18 febbraio - Kevin Ayers, cantautore, chitarrista e bassista inglese (n. 1944)
- 18 febbraio - Jerry Buss, imprenditore e giocatore di poker statunitense (n. 1933)
- 18 febbraio - Sandra Fiete, cestista statunitense (n. 1938)
- 18 febbraio - Enrico Fogliazza, partigiano e politico italiano (n. 1920)
- 18 febbraio - Chieko Honda, attrice e doppiatrice giapponese (n. 1963)
- 18 febbraio - James Irvine, designer e docente inglese (n. 1958)
- 18 febbraio - Okey Isima, calciatore nigeriano (n. 1958)
- 18 febbraio - Matt Mattox, ballerino e coreografo statunitense (n. 1921)
- 18 febbraio - Otfried Preussler, scrittore tedesco (n. 1923)
- 18 febbraio - Ermenegildo Soncini, architetto italiano (n. 1918)
- 19 febbraio - Armen Alchian, economista statunitense (n. 1914)
- 19 febbraio - Raúl Ballefín, cestista e allenatore di pallacanestro uruguaiano (n. 1923)
- 19 febbraio - Robert Coleman Richardson, fisico statunitense (n. 1937)
- 20 febbraio - Kenji Eno, compositore giapponese (n. 1970)
- 20 febbraio - Jean Gauthier, hockeista su ghiaccio canadese (n. 1937)
- 20 febbraio - Antonio Roma, calciatore argentino (n. 1932)
- 21 febbraio - Aleksej Jur'evič German, regista cinematografico e sceneggiatore russo (n. 1938)
- 21 febbraio - Hasse Jeppson, calciatore svedese (n. 1925)
- 21 febbraio - Bruce Millan, politico britannico (n. 1927)
- 21 febbraio - Moriano Tampucci, calciatore italiano (n. 1944)
- 22 febbraio - Giovanni Ferraro, calciatore e allenatore di calcio italiano (n. 1930)
- 22 febbraio - Atje Keulen-Deelstra, pattinatrice di velocità su ghiaccio olandese (n. 1938)
- 22 febbraio - Grigoris Michalopoulos, giornalista, editore e scrittore greco (n. 1938)
- 22 febbraio - Claude Monteux, flautista e direttore d'orchestra statunitense (n. 1920)
- 22 febbraio - Wolfgang Sawallisch, direttore d'orchestra e pianista tedesco (n. 1923)
- 22 febbraio - Ennio Tassinari, agente segreto e partigiano italiano (n. 1921)
- 22 febbraio - Stan Waxman, cestista e allenatore di pallacanestro statunitense (n. 1922)
- 23 febbraio - Gabrielle Lucantonio, critica cinematografica, giornalista e saggista italiana (n. 1967)
- 23 febbraio - Julien Ries, storico delle religioni, cardinale e arcivescovo cattolico belga (n. 1920)
- 23 febbraio - Dobrivoje Trivić, calciatore jugoslavo (n. 1943)
- 24 febbraio - Roy Brown Jr., ingegnere, progettista e designer canadese (n. 1916)
- 24 febbraio - Dave Charlton, pilota di Formula 1 sudafricano (n. 1936)
- 24 febbraio - Manlio Cipolla, allenatore di calcio, calciatore e nutrizionista italiano (n. 1927)
- 24 febbraio - Guido Focacci, militare, aviatore e partigiano italiano (n. 1914)
- 24 febbraio - Dave Harper, calciatore inglese (n. 1938)
- 24 febbraio - Con Martin, calciatore irlandese (n. 1923)
- 25 febbraio - Abdelhamid Abou Zeid, terrorista algerino (n. 1965)
- 25 febbraio - Georg Bleher, militare tedesco (n. 1919)
- 25 febbraio - Allan B. Calhamer, autore di giochi statunitense (n. 1931)
- 25 febbraio - Fausto Lena, calciatore italiano (n. 1933)
- 25 febbraio - Luigi Natali, politico e avvocato italiano (n. 1915)
- 25 febbraio - Willy Rizzo, fotografo e designer italiano (n. 1928)
- 25 febbraio - Bruno Schmelzinger, militare tedesco (n. 1922)
- 25 febbraio - Dan Toler, chitarrista statunitense (n. 1948)
- 25 febbraio - Milan Velimirović, compositore di scacchi serbo (n. 1952)
- 26 febbraio - Marie-Claire Alain, organista, clavicembalista e compositrice francese (n. 1926)
- 26 febbraio - Giovanni D'Ascenzi, vescovo cattolico e sociologo italiano (n. 1920)
- 26 febbraio - Derek Jones, pastore protestante e politico britannico (n. 1927)
- 26 febbraio - Dale Robertson, attore statunitense (n. 1923)
- 27 febbraio - Van Cliburn, pianista statunitense (n. 1934)
- 27 febbraio - Ramon Dekkers, thaiboxer olandese (n. 1969)
- 27 febbraio - Leif Otto Fjøsne, sciatore alpino norvegese (n. 1942)
- 27 febbraio - Stéphane Hessel, diplomatico, politico e scrittore tedesco (n. 1917)
- 27 febbraio - Adolfo Zaldívar, politico e avvocato cileno (n. 1943)
- 27 febbraio - Imants Ziedonis, scrittore lettone (n. 1933)
- 28 febbraio - Theo Bos, allenatore di calcio e calciatore olandese (n. 1965)
- 28 febbraio - Donald Glaser, fisico statunitense (n. 1926)
- 28 febbraio - Jean Marcel Honoré, cardinale e arcivescovo cattolico francese (n. 1920)
- 28 febbraio - Jean Van Steen, calciatore belga (n. 1929)